# Setouchi

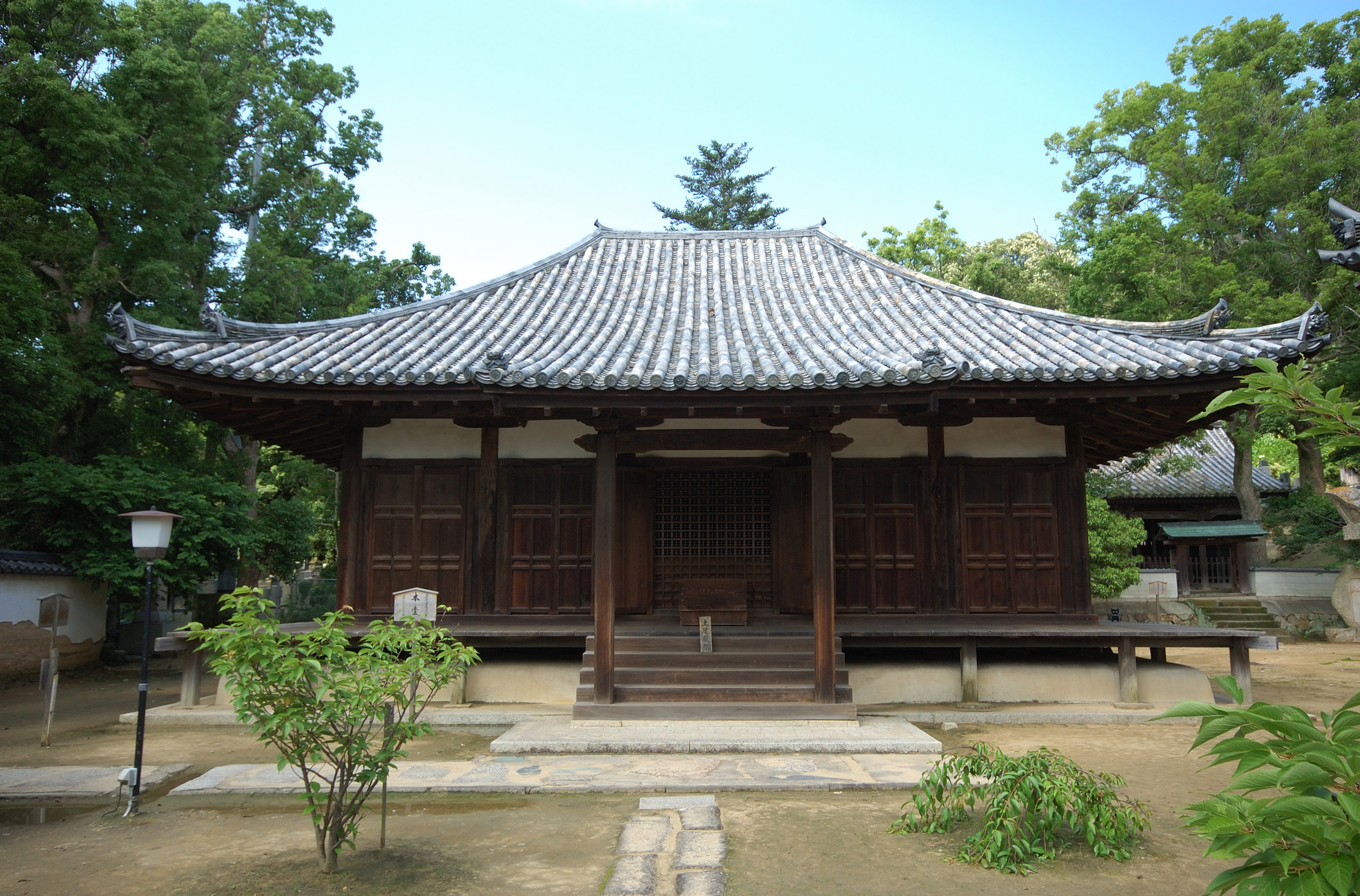
Clădire din incinta templului budist Honrenji, Setouchi

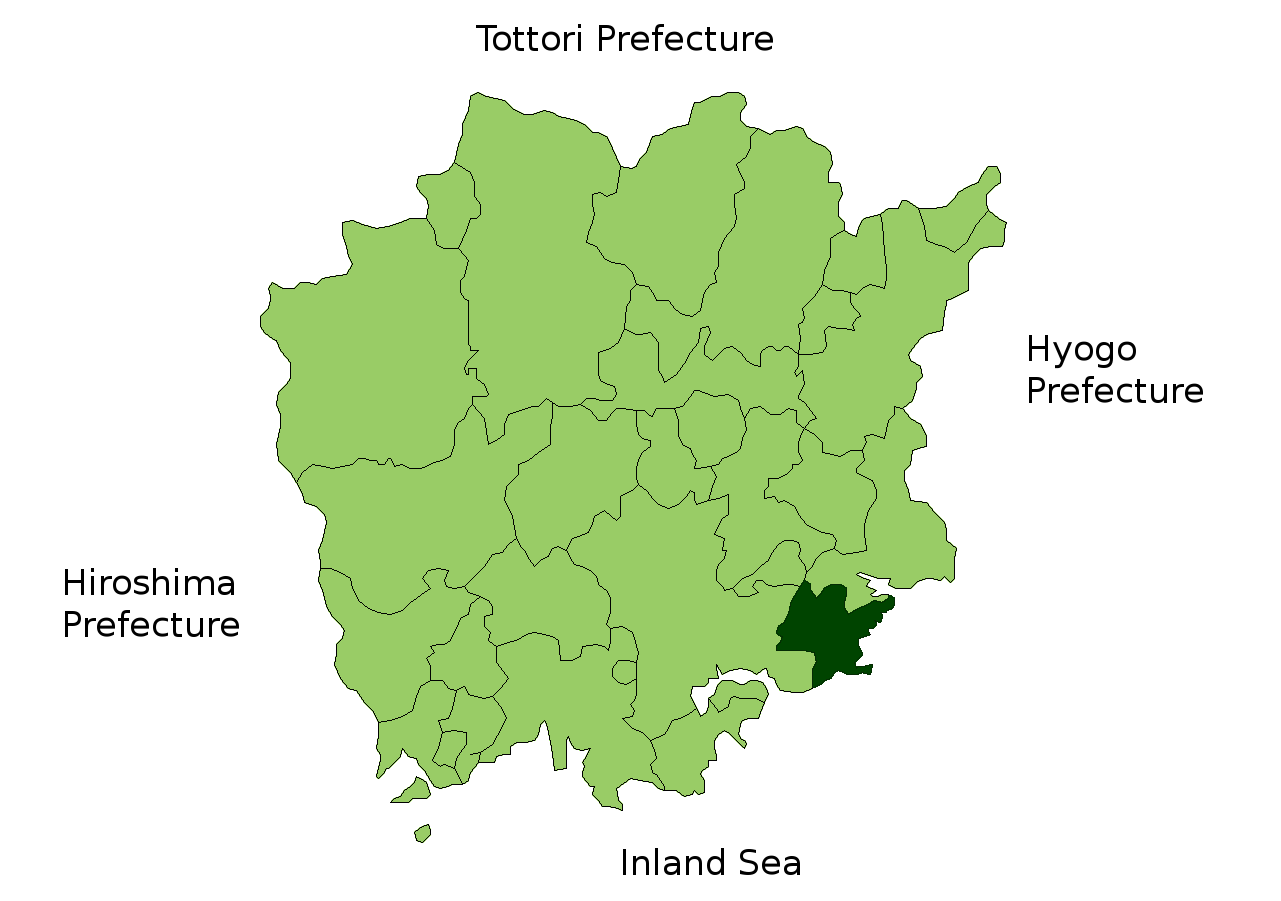

Setouchi (瀬戸内市 Setouchi-shi?) este un municipiu din Japonia, prefectura Okayama.